# 大韓航空機爆破事件
大韓航空機爆破事件（だいかんこうくうきばくはじけん、朝: 대한항공 858편 폭파 사건）は、1987年11月29日に韓国・大韓航空所属の旅客機が、北朝鮮の工作員によって飛行中に爆破されたテロ事件である。
日本で大韓航空機事件と呼ぶ場合この事件の事を指す場合と、1983年9月1日の大韓航空機撃墜事件のことを指す場合に分かれる。

## 経過
※韓国及び北朝鮮の国内外情勢で、本事件に関連するものを含む。
1985年～1986年
- 第24回夏季オリンピック開催を巡り、南北共催について国際オリンピック委員会（IOC）を仲介とした様々な協議が行われる。

1987年
- 6月29日 - 韓国で6月民主抗争の結果、政権与党・民主正義党が民主化宣言を発表。
- 9月17日 - IOCが、ソウル単一開催として、各国に招請状を送る。
- 10月7日 - 金正日によるテロ行為の親筆指令が下る。
- 11月12日 - 金賢姫（当時25歳）と金勝一（当時59歳）が任務遂行を宣誓し、ソ連へ渡航。
- 11月13日 - 金賢姫と金勝一がソ連経由でハンガリーに入国。
- 11月18日 - 陸路でオーストリアに入国。
  - オーストリア滞在中、同国内で日本の偽造旅券を使用し始める。
- 11月23日 - オーストリア航空621便で出国し、ユーゴスラビアの首都ベオグラードへ向かう。
  - ユーゴスラビア滞在中、爆発物を受け取る。
- 11月28日 - イラク航空226便で出国し、イラクの首都バグダードへ向かう。
  - バグダードで大韓航空858便に乗り継ぎ、金賢姫と金勝一は機内に爆発物を持ち込む。
  - 同日：現地時間午後11時30分（UTC午後8時30分） - 大韓航空858便がバグダード発。
- 11月29日
  - 現地時間午前4時01分（UTC午前0時01分） - 大韓航空858便がアブダビ発。
    - 金賢姫と金勝一はアブダビで降機し、戻らなかった。

  - 現地時間午前10時31分（UTC午前4時31分） - ビルマの航空管制空域に到達。
  - インド洋・アンダマン海上空にて機内の爆弾が炸裂。
  - 韓国標準時午後2時05分（UTC午前5時05分） - 大韓航空858便の遭難が確定。
- 11月30日 - 金賢姫と金勝一がバーレーンに入国。
- 12月1日 - 金賢姫（自称：蜂谷真由美）と金勝一（自称：蜂谷真一）の出国直前、偽造された日本国旅券の保持により、バーレーン当局が拘束。
  - 取り調べ中、金賢姫は自殺に失敗し一命をとりとめ、金勝一は服毒自殺を図って即死した。
- 12月5日 - 日本政府は旅券法違反による身柄引き渡し請求権を放棄。
- 12月10日 - 大韓航空858便の残骸等が発見され始める。
- 12月15日 - 金賢姫が韓国の国家安全企画部に引き渡される。
  - 金賢姫は取り調べ中に転向し、自ら北朝鮮の工作員であること及び犯行を自白する。
- 12月16日 - 韓国第13代大統領選挙投票日、盧泰愚が当選。
- 12月19日 - 乗客・乗員計115名全員の死亡が確定する。

1988年
- 2月25日 - 韓国で第六共和国憲法施行、第六共和国成立。
- 9月17日～10月2日 - 韓国にてソウルオリンピック開催。

1989年
- 2月3日 - （韓国の）国家保安法、航空法、航空機運航安全法違反で金賢姫が起訴される。
- 7月1日～7月8日 - 北朝鮮にて第13回世界青年学生祭典開催。

1990年
- 3月27日 - 金賢姫への死刑判決が確定。
- 4月12日 - 盧泰愚大統領が金賢姫を特赦する。

1991年
- 6月 - 金賢姫が手記を出版。

## 事件概要

### 事件当日
事件の被害に遭ったのは大韓航空に所属する大韓航空858便（使用機体：ボーイング707-320B、登録記号：HL7406）であった。なお、当時の時刻表によればこの便は本来、マクドネル・ダグラスDC-10-30型機で運航されていたが、当日は機材変更によりボーイング707-320B型機で運航されていたという。
フライトプランとしては現地時間午後11時30分（UTC午後8時30分）にイラク・バグダードのサダム国際空港を出発し、アラブ首長国連邦・アブダビのアブダビ国際空港、タイ・バンコクのバンコク国際空港を経由し、韓国・ソウルの金浦国際空港に向かう予定であった。つまり、イラク発UAE、タイ経由韓国行きである。なお、この便はバンコクへの寄港をテクニカルランディング扱いにしていたため、アブダビ〜バンコク間、バンコク〜ソウル間のみの利用は不可能であった。
乗員は11名、乗客は104名であり、乗客のほとんどが中近東への出稼ぎから帰国する韓国人労働者であったという。そして、その内9名は「デッドヘッド」と呼ばれる業務に就いていない操縦乗務員（機長、副操縦士、航空機関士各3人ずつ）で、中東へのフライトから帰国する途中であった。

### 事件発生

事件発生時の機体（再現図）

大韓航空858便は、アブダビを協定世界時日曜日の午前0時01分に離陸、インド上空を横断し、ボンベイからアンダマン海へ抜けて上空の航空路R468を飛行し、離陸から4時間半後の現地時間午前10時31分（UTC4時31分）にビルマの航空管制空域に差し掛かった。
インドとビルマの国境である"TOLIS"ポイントからラングーンの航空管制官に対し「現在37,000フィート（およそ10,700m）を飛行中。次の"VRDIS"には午前11時01分、"TAVOR"（ビルマ本土上陸地点）には午前11時21分に到達の予定」と報告したのが、大韓航空858便の最後の通信となった。ここで858便は航空路ロメオ68を飛行しており、ほぼ定刻通りにバンコク国際空港に到着するはずであったが、ラングーンから南約220km海上上空の地点で、午前11時22分に旅客機内で爆弾が炸裂し、機体は空中分解し墜落した。
機長は、遭難信号や地上の管制機関に緊急事態を宣言する間もなく、爆発の衝撃で即死したと見られる。乗客・乗員115人全員が、行方不明（12月19日に全員死亡と認定）となった。

### 捜索
定時報告交信が途絶え、レーダーサイトのモニターに機影は無く、タイの領空に入ると予想された時刻に、航空管制当局とのコンタクトが無い事態から、858便の異常発生が発覚した。タイ航空管制当局は858便へ通信を試み、大韓航空本社には事態一報と、同時にタイ政府内の関連には報告から状況の把握に努めた。858便から通信応答は無く、バンコク国際空港に858便から着陸許可をもとめる連絡アクセスは無く、着陸予想時刻を過ぎる、韓国標準時午後2時05分（タイ標準時午後12時05分/UTC午前5時05分）タイ航空管制の連絡から大韓航空が再度試みていた社内無線交信（カンパニーラジオ）に応答が無いことから、858便の遭難が確定した。
大韓航空機の捜索には、ビルマとタイの両政府当局が当たる事となった。タイ軍は捜索隊を組織し、858便が消息を絶つ迄の気象状況や経過から「泰緬国境付近のジャングルに墜落」と推定しその一帯に派遣されたが、実際にはアンダマン海上に墜落していた。
衛星測位システムや当時のアンダマン海近辺の航空レーダーサイトの整備が貧弱であったことで、迅速に事故発生地点を把握することが出来ず（2014年のマレーシア航空370便墜落事故で再び問題となった）、さらに墜落地点と推定されたビルマ側は、ビルマ政府と対立しているカレン族が支配する紛争地帯であるため政府による捜索は不可能、またカレン族が国境を越えて武装闘争を繰り広げていたため、捜索隊を編成指揮したタイ側も十分な捜索活動は尽せなかった。
12月10日になってアンダマン海から事故機の機体と思われる残骸が、海上や海岸の漂着物などで次々発見、洋上の遭難が確実視されたが、墜落地点の特定は外交関係から1990年まで持ち越された。後述「被疑者の拘束」で、実行犯が確保される一方で、機体が確認されていないにもかかわらず『爆破』と断定したことは、捏造・陰謀説が一部から指摘される一因になった。
改めて推定された遭難地について、ビルマ国内紛争地帯沿岸に近い海域で、外交関係事情から捜索は限定的なものに留まり確定されないまま長期化し、漂着や現地の漁船により、858便の遺留品は救命筏や機体の部品、乗客の手荷物と遺体、バラバラになった機体の一部が偶発的に回収された。これらにボーイング707と確認できる構造原形をとどめたものは数多く、機体の残骸が大韓航空858便であることは明らかであったが、ブラックボックスは発見できず、事件から3年後の1990年3月10日に海底から回収した胴体上部外板一部に、大韓航空がオフィシャルエアラインとなっていたソウルオリンピックのエンブレムが記され、これがHL7406号機特有のもので858便の残骸と断定されるまで長時間を要した。
また搭乗者の完全な形での遺体は捜索が後手に回ったことや、他の多くの空中分解事故のケースと同様に完全なものは1人も発見されず、わずかに回収された遺体の一部がDNA解析され身元が判明した。回収された救命筏などの残骸の多くは高温に晒され強い衝撃を受けた痕跡があり、爆弾起爆から着水までに機体が損壊中何らかの引火から機体の大半が火炎に包まれていたことを裏付けていた。韓国政府の管轄部所では爆弾の位置から機体が空中分解し水上に墜落するまでの過程について、メーカー協力のもと分析を行い報告書を作成、火災の発生と続いて起こった損壊は仮定範囲の記載に留めた。
当初、空中分解の原因は事故機となったボーイング707-320BのHL7406号機（1971年製造、製造番号：20522/855）固有の欠陥が原因と見られていた。このHL7406機は当初は大統領外遊時の特別機として韓国政府が使用していたが、大韓航空に移管され主に国内線で運航されていた。だが事件の10年前の1977年9月に釜山で胴体着陸事故を起こし、事件の2か月前の9月2日にはソウルの金浦国際空港でランディングギアが出ずにまたしても胴体着陸する事故を起こしており、修理を終えて運航復帰した直後に発生したためであった。しかし実際には爆破テロであったことが後に判明することになる。
一方で、ソウルの韓国放送公社（KBS）によれば、事件発生後に大韓航空幹部が「ハイジャックされた可能性がある」と語ったという。だが、それを裏付ける証拠はなく、大韓航空はビルマ政府に情報収集を依頼した。後に爆破したと断定されたあとで「携帯できるような爆発物では航空機の壁に1mの穴を空けることしか出来ず空中爆破は出来ない」という、旅客機の航空事故に関する知識の乏しい軍事評論家の指摘もあったが、これは与圧されていない地上で爆発した場合であり、過去の与圧されている航空機の爆破事件において、1万メートル程度の巡航高度を飛行中の旅客機に亀裂や穴が空くと、そこから与圧された空気が噴出することで、風船が破裂する様に機体が空中分解した例が多数ある（例:コメット連続墜落事故）。

### 実行犯の拘束

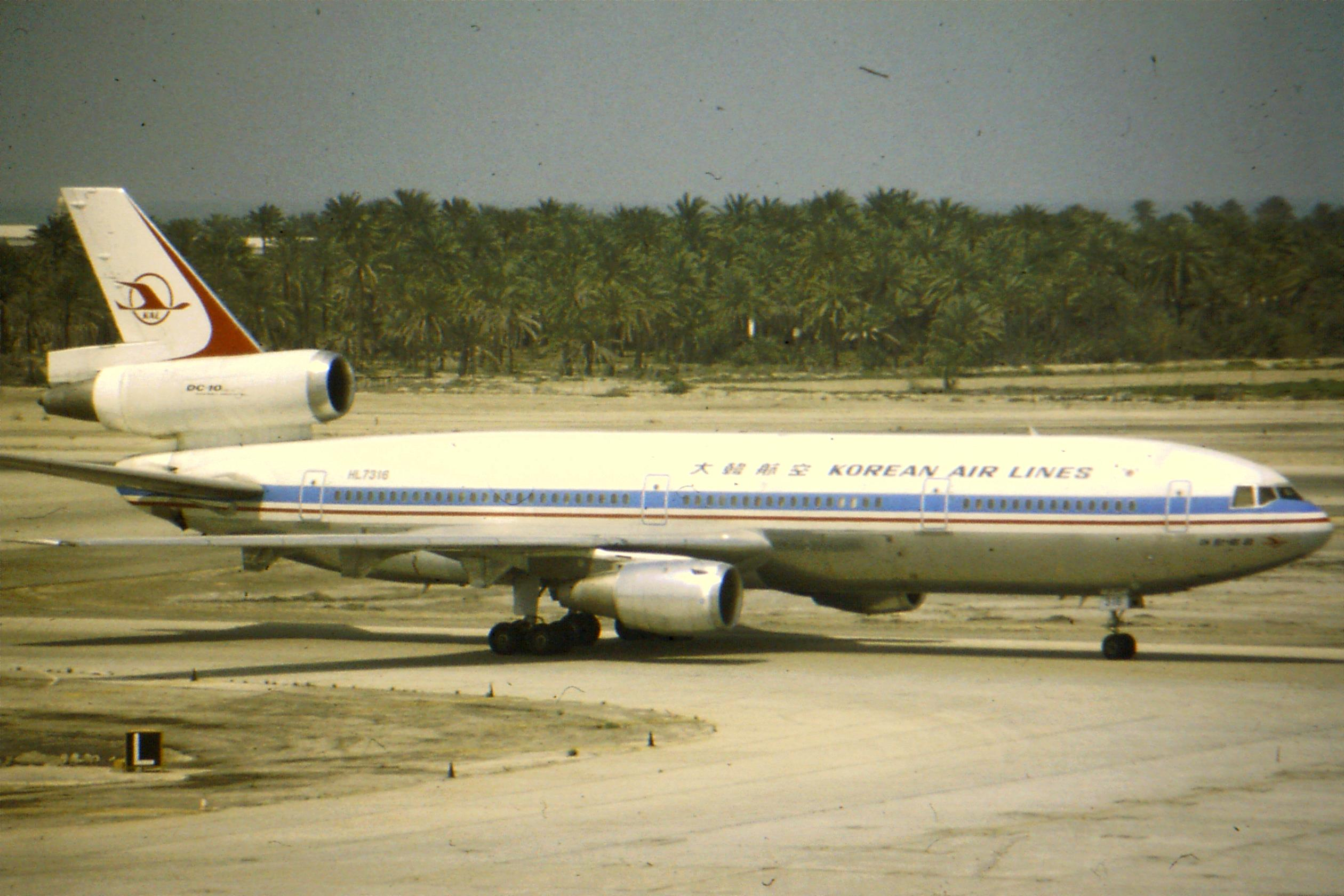
バーレーン国際空港（1980年代）

事件直前、バグダードで搭乗して経由地のアブダビ空港で降機した乗客は15人いたが、その中に東アジア系の男女が1人ずついた。この2名は、日本のパスポートを持っており、11月30日午後にバーレーンのバーレーン国際空港にガルフ航空機で移動し、同国の首都マナーマのホテルに宿泊していた。旅券名義は「蜂谷真一（はちや しんいち）」と「蜂谷真由美（はちや まゆみ）」であった。2人は「父親」と「娘」の関係だとされた。韓国側も搭乗名簿から、この「日本国旅券」を持つ2人の男女が事件に関与したと疑っており、当地の韓国大使館代理大使がその日の夜に接触していた。
一方、事件直前の1987年11月21日、偽造パスポートを所持していた罪により東京で逮捕された日本赤軍の丸岡修は、翌年にせまったソウルオリンピックを妨害するためにソウル行きを計画していたことが明らかになっており、中東を本拠地とする日本赤軍の事件への関与が疑われていた。そのため韓国国家安全企画部は、早い時点で2人をマークしていた。日本政府は「左翼日本人による反韓テロ事件」を懸念していた。だが、在バーレーン日本大使館が入国記録を調べたところ、航空券の英文の「姓」が抜けていたため違和感を覚え、女の旅券番号を日本の外務省に照会したところ、徳島市在住の男性に交付されたパスポートと同一であることが判明、偽造であると確認した。
「蜂谷真一」と「蜂谷真由美」の2名は、バーレーンの空港でローマ行きの飛行機に乗り換えようとしていたため、日本大使館員がバーレーンの警察官とともに駆け付け、出国するのを押し留めた。日本大使館に身柄拘束権が無かったため、同国の入管管理局に通報し、警察官に引き渡した。空港内で事情聴取しようとした時、男は煙草を吸うふりをして、口の中に忍ばせていた青酸カリ入りのカプセルを噛み砕いて服毒自殺した。現場に居た日本人外交官、砂川昌順によれば、女はマールボロに隠された青酸系毒薬のアンプルを警察官から奪い取り自殺を図ったが、すぐに警察官が飛びかかり直ちに吐き出させたため、完全に噛み砕けず青酸ガスで気を失って倒れただけに留まり、意識不明ではあるが一命はとりとめたとされている。しかしながら、現地警察の調査や救急救命士の証言では、実際には女のカプセルは噛み砕かれておらず傷はほとんどない状態で、女は搬送される救急車内で逃げ出そうと激しく抵抗するなど意識ははっきりとしていたが、病院に到着すると一転して意識不明であるかのように装っていたとされている。
「蜂谷真由美」名義の女は一命を取りとめた。一方、自殺した男が所持していたパスポートの名義の男性は東京都在住の実在する人物であった。彼は「宮本明（みやもと あきら）」を名乗る男の全額費用持ちでフィリピンのマニラとタイのバンコクに1983年（昭和58年）秋に旅行したが、その翌年、「宮本」にパスポートと実印を1か月ほど貸していたことが判明した。「宮本」を名乗った男性は、西新井事件（日本人2名の戸籍を乗っ取り、拉致事件などにも利用した北朝鮮工作員・チェ・スンチョルを日本警察が摘発した事件）にも関係していた在日朝鮮人の補助工作員、李京雨であった。パスポートが偽造されたものであることが明確になるにつれ、事件への北朝鮮の関与が疑われるようになった。また、自殺した男が所持していた日本製の煙草の製造年月は4年前の「（昭和）58年4月」となっており、既に3年前には全品売り切れであったため、李京雨が逮捕前に作った「小道具」の可能性が高いと判断された。
当初、偽造パスポートが日本人名義であり、日本政府もバーレーン側に捜査協力を求めていたが、パスポート偽造は日本国内法の「旅券法違反ないし偽造公文書行使」には該当するが、韓国側が被った航空機爆破という大量殺人テロの重大性と比較して、身柄引き渡しを受けるほどの強い法的根拠がないと判断され、身柄引き渡し請求権を放棄した。韓国への引き渡しを認めるこの判断は、当時の内閣安全保障室長である佐々淳行によれば、在バーレーン日本大使館員の判断ではなく、佐々の意見具申に基づいた「総理大臣官邸判断」であった。なおモントリオール条約では、航空機上で発生した事件の裁判権は、旗国主義により、航空機が登録されていた国家（この事件の場合は韓国）にある。

### 韓国への引き渡し
バーレーン警察による取り調べが行われた後、国籍も姓名も割り出せないまま「蜂谷真由美」名義の女の身柄は12月15日に韓国へ引き渡された。その時彼女は、自殺防止用のマウスピースをくわえさせられ、口元を大きな粘着テープで覆われ、両脇をかかえられて移動した。当初、彼女は日本人になりすましていたが、ソウルに移送されることだけは避けたいと考えて中国人になりすまそうとし、中国の黒竜江省出身の「百華恵」であると供述、容疑を否認し続けた。ソウルの国家安全企画部で行なわれた尋問でも、最初は中国出身であるように装っていた。しかし、取調官からの連日の事情聴取の中で、日本人や中国人であるとする説明の数々の矛盾点を指摘された上、「日本に住んでいた時に使っていたテレビのメーカーは？」という質問に、北朝鮮ブランドの「チンダルレ」と答えて捜査員にも笑われる事態となり、また捜査員に夜のソウル市街へ連れ出された際、北朝鮮の説明とは全く異なる繁栄ぶりに驚愕し、ついに自分が朝鮮労働党中央委員会調査部所属の特殊工作員・金賢姫であると自白し、航空機爆破の犯行を自供した。服毒自殺した「蜂谷真一」名義の男は、同じく北朝鮮の工作員、金勝一であることが判明した。なお、金賢姫の供述によれば、爆発物は時限装置付きのプラスチック爆弾が入った携帯ラジオと液体爆弾が入った酒ビンであるとされた。爆弾は2人の座っていた機体前方の7Aと7B近くのラックの中に入れており、爆発物は彼女がバッグの中に入れて機内に持ち込んだと供述した。
2019年3月31日、当時の機密扱いだった外交文書が公開され、当時の全斗煥政権が大統領選挙を前に、金賢姫を韓国に移送しようとしていたことが明らかになった。

## 実行犯
実行犯は北朝鮮工作員の金賢姫（当時25歳）と金勝一（当時59歳）であった。2人は10月7日に金正日の「ソウルオリンピックの韓国単独開催と参加申請妨害のため大韓航空機を爆破せよ」との親筆指令に従いテロ行為におよんだもので、父娘であると偽り、テロ実行のために旅行していた。
韓国当局の取調べによれば、2人は11月12日に任務遂行を宣誓し、ソ連の首都モスクワへ朝鮮民航（現:高麗航空）で北朝鮮政府関係者2名とともに向かい、そこでアエロフロート便に乗り換え当時社会主義国だったハンガリーに11月13日に北朝鮮のパスポートで入国した。そこで6日間滞在した後にハンガリーから隣国オーストリアに11月18日に陸路入国した。ハンガリーへの2人の入国はハンガリー政府も公式に認めている。この時まで金賢姫は別人名義の北朝鮮旅券を使い金勝一は北朝鮮外交官旅券を使っていたが、オーストリア国内で日本の偽造旅券を使い始めた。6日間滞在したあとウィーンから11月23日発のオーストリア航空621便でユーゴスラビアのベオグラードに移動して5日間滞在した。2人はベオグラードの北朝鮮工作員のアジトで爆発物を受け取ったとされる。
11月28日にベオグラードからバグダードへイラク航空226便で移動し、その日のうちにバグダードで大韓航空858便に搭乗していた。なお、2人が機内に持ち込んだのは酒瓶に入った液体爆弾（「PLX」と推測される）と、豆腐大の「コンポジション4」というプラスチック爆弾と時限爆破装置を仕込んだ日本製トランジスターラジオ（パナソニック製AM/FMラジオRF-082型を改造したもので、実際にラジオとして動作する）であった（トランジスターラジオの時限爆破装置は電池がなければ作動できない構造）。
ベオグラードでイラク航空に搭乗した際には、当時イラン・イラク戦争の最中でありイラクが戦時体制にあることから電池を取り上げられていた。そのため大韓航空機に搭乗する際にはイラクの空港職員に対して「個人の持ち物まで没収するのか」と金勝一が抗議し、電池は返却されたという。しかし、「当時戦時中であり、厳戒態勢が敷かれていたイラクの空港職員が、乗客の抗議によって規則を曲げるなどありえないことである」との意見を元に、この証言は金賢姫の捏造との指摘がある。なお、イラクはイランへの支援を理由に1980年から北朝鮮と国交断絶状態にあった。
2人がアブダビで降機した後に、機内のハットラックに（手荷物に隠された）爆発物が残されていたのを客室乗務員が発見出来なかった事を疑問視する声もあり、「忘れ物の確認作業を怠った可能性がある」ともいわれる が、この便の様に複数の経由地を経由し、各経由地で乗客が乗降しつつ最終目的地に向かう便の場合は、経由地で機内に手荷物を残したままトランジットエリアに行く乗客は珍しくない。経由地でハットラックなどに手荷物が残っていてもそれが忘れ物であるとは認識しない可能性が高い。また忘れ物として手荷物を発見していても、それが爆発物である事には気付かない可能性もあるが、いずれにしても、この事件で客室乗務員も全員殉職しているため真相は不明である。
金賢姫の回顧録によれば、大韓航空機でアブダビに到着した乗客は一旦全員機外に出されている。この時2人はローマまでの航空券を所持しており、脱出用にアブダビから直接ローマに向う航空券と撹乱用にバーレーンに向ったと見せかけるための実際に使用した航空券も持っていた。2人は二つの航空券を使用することで「足がつかないように」するつもりであった。しかしアブダビのトランジットエリアで航空券のチェックが行われた。このチェックは事前に北朝鮮当局が知らなかったことであった。そのため撹乱用の航空券を使わざるを得なくなり、2人はやむなくバーレーンに向い、次のローマ行きの便まで滞在する破目になったという。そのためバーレーンで足止めされていなければ北朝鮮に逃亡していた可能性が高い。
金賢姫は「外交官の父を持ち、北朝鮮では比較的恵まれた家庭出身であった」とされており、ザイール駐在大使館員高英煥（後に亡命）は、駐アンゴラ水産代表部にいた金賢姫の父親は事件直後に本国に急遽呼び戻されたと語っている。平壌外国語大学日本語科に在籍中に北朝鮮の工作員として召喚され、金星政治軍事大学に入学させられて日本人になりすまして謀略活動をおこなうための訓練をされており、北朝鮮工作員の海外拠点であったマカオに同僚の金淑姫とともに何度も滞在していた。「李恩恵」と呼ばれる女性（日本から北朝鮮により拉致されたとされる田口八重子とみられている）に、日本語教育や日本文化の教育を受け、「蜂谷真由美」という日本人名を使用し、日本語を巧みに使って日本人になりすましていた。

## 事件の動機
北朝鮮は事件への関与を否定しており、韓国による自作自演を主張しているが、この事件の指導と総指揮は、当時既に金日成主席の後継者に指名されていた金正日がとったものと考えられている。このテロの目的は、
1. 韓国大統領選挙直前に与党候補に打撃を与えるとともに韓国社会を混乱に陥れるため
2. ソウルオリンピックへの参加申請を50日後にひかえ、ソ連や中国などの社会主義国（東側諸国）が参加する可能性が高まり、孤立感を強めた北朝鮮が、韓国のオリンピック単独開催、または開催そのものを阻止するため

であったといわれる。すなわち、「大韓航空機の原因不明の空中分解」によって大韓航空のみならず韓国政府の国際社会における信頼低下を引き起こし、その結果として翌年に行われるソウルオリンピックの妨害を行うことであり、具体的には北朝鮮の同盟国であった東側社会主義諸国にオリンピックをボイコットさせる動機のひとつにしようというものであった。
ただし、西岡力によれば、この事件は単にソウルオリンピックを潰すためにその場で思いついたテロではなく、10年がかりの陰謀であるという。たとえば、もし、金賢姫が自殺に成功していた場合、東洋人の死体2つと偽造パスポートがそこに残るだけとなり、当時は中東で重信房子の日本赤軍が活動していたのだから、彼らが115人の乗った飛行機を爆破した可能性が高いとされたであろうし、逆に金勝一と金賢姫が逃亡に成功したら、搭乗者リストには蜂谷真一・蜂谷真由美という身元不明の日本人の名だけが残ることになる。いずれにしても、多数の韓国人乗客を爆殺させたのは日本人ということになる。
北朝鮮による偽装日本人テロは、これが初めてではなく、1974年には在日本朝鮮人総連合会が在日韓国人文世光を洗脳し、朴正煕大統領の暗殺を指示した文世光事件（陸英修狙撃事件）があった。このとき、日本のメディアは朝鮮総連による情報操作などもあって韓国側の自作自演という説をまことしやかに報道した。それに対し、韓国側は「日本もかかわっていながら謝罪どころか自作自演などという妄言を続けている」「韓国へのテロを平然と見逃し、しかも弁護すらしている」と言う認識に基づく反日感情から大デモ行進が起こり、大使館の窓が全部割られ、日本国旗が引きずりおろされて大使館員が殴打されるという事態に発展した。在日韓国人のテロというだけでこれほどの反日運動が生起しており、もし、左翼日本人によるテロと言うことになった場合、日韓関係が修復できないほどに悪化しただろうと考えられている。
しかし、金賢姫がハンガリーに北朝鮮のパスポートで入国し、そこから日本の偽造パスポートで出国したことから、ハンガリー当局は北朝鮮による謀略があったと判断し、当時の東側陣営の盟主であったソ連へ報告したため、東側社会主義国全体からも「卑劣なテロ国家」として認識されるようになった。そのため、ソウルオリンピック参加を曖昧にしていたソ連と中国は正式に参加を表明し、他の東欧諸国も追随して参加を表明した。金賢姫が偶然自殺に失敗し、韓国当局にすべて自身の犯罪を自供することによって、日本も予定どおり参加することができた。北朝鮮の目論見は、完全に裏目に出たのであった。
その後、北朝鮮は米韓合同軍事演習を「戦争の瀬戸際だ」と喧伝し、有事の際の支援を要請したが、中ソ両国からは逆に反感を買っている。翌年の6月には金日成が中ソ両国を訪問したが、その場で「これ以上オリンピックの妨害工作をするのであれば、北朝鮮が1989年に開催する第13回世界青年学生祭典には参加しない」と、圧力をかけられたという。

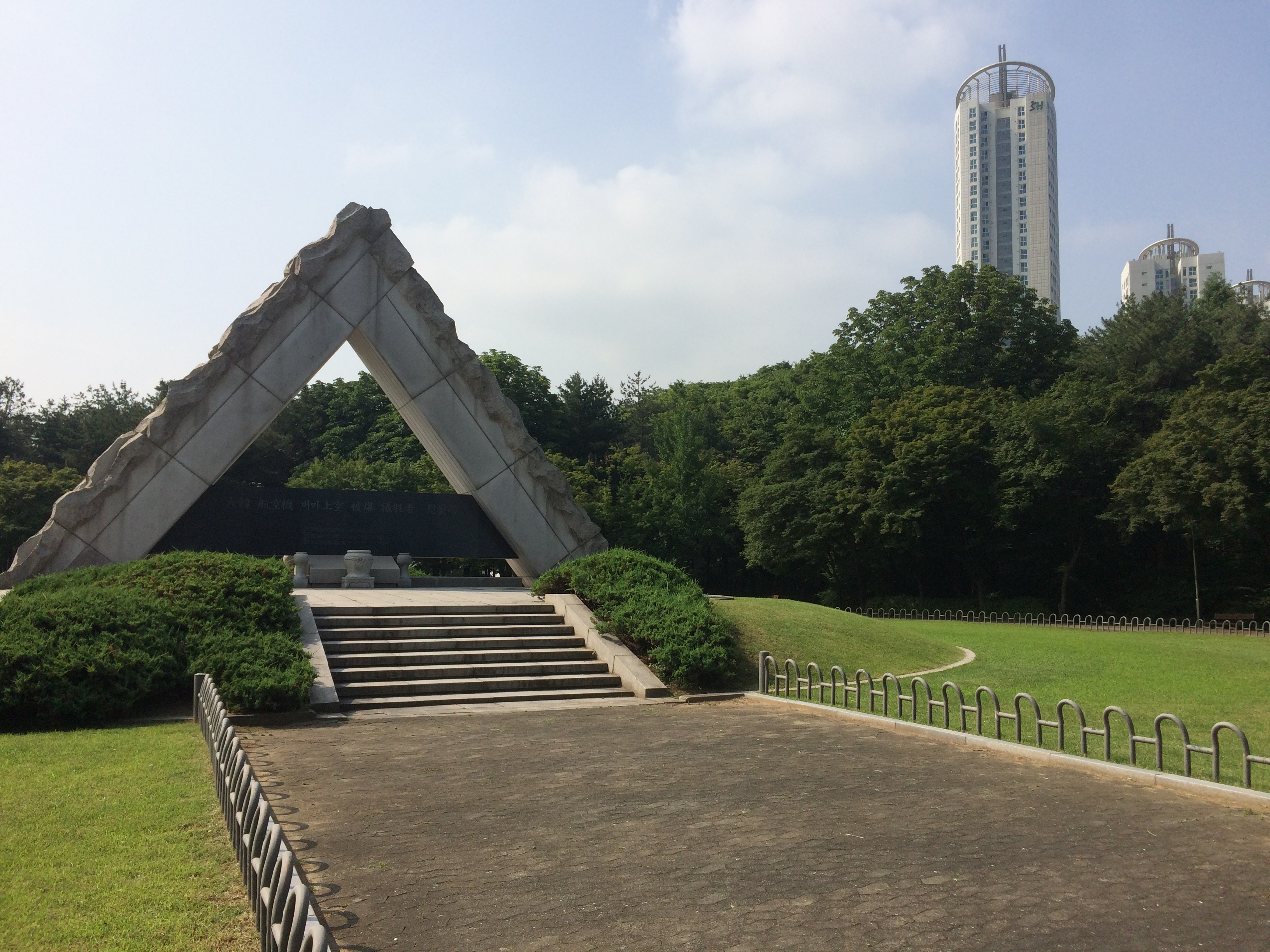
事件の慰霊碑

ソ連のタス通信は当時「事件は事実である」と伝えたうえで、「実行犯の自白のみが証拠であり、韓国当局による捏造説とする見方もある」と報道しはしたが、北朝鮮の主張を擁護するものではなかった。以上のことから、事件に対して直接的な批判こそされなかったものの、事実上、北朝鮮は同盟国である他の社会主義国陣営からも見捨てられたといえる。なお、ソ連は事件及びソウルオリンピック後の1990年に、中国は1992年に、北朝鮮の激しい抗議を無視し、それぞれ韓国との国交を樹立した。
事件後に当事国のみならず世界各国により北朝鮮への非難が巻き起こったものの、北朝鮮が意図した「韓国の信頼低下」という現象は起こらず、翌1988年には殆どの東側諸国や非同盟中立諸国も参加するかたちでソウルオリンピックが開催された。また、テロ事件は、他国への主権侵害である日本人や韓国人、レバノン人などに対する拉致問題やラングーン事件などのテロ事件と並んで、北朝鮮による国家犯罪の典型として周知され、北朝鮮は世界中から非難を招いて国際的に孤立した。

## 事件のその後

### 事件後の北朝鮮
北朝鮮当局は現在に至るまで事件への関与を否定しているため、事件の謝罪を行っていない。ただし日本では、服毒死した金勝一の偽造日本国旅券作成の過程で、日本在住の北朝鮮工作員が背乗りに関与したほか、日本人拉致被害者の田口八重子に関する金賢姫の話を「信憑性があるもの」と受け取られている。
金日成の母方の従兄弟で、北朝鮮の姜成山前首相の娘婿である康明道（亡命者）の著書『北朝鮮の最高機密』によれば、事件後の1988年当時、平壌では金賢姫の話題で持ちきりであった。「労働新聞」は連日、韓国の国家安全企画部が金賢姫をでっちあげ、事件を捏造していると報道した。しかし、康明道は平壌外国語大学日本語科出身の張チョルホの話として、「金賢姫が平壌外国語大学日本語科に在籍していたが、調査部が連れて行った」と記しており、金賢姫の証言とも一致している。また、北朝鮮の元工作員・安明進によれば、北朝鮮当局は金賢姫が「北朝鮮の工作員ではない」と最後まで否定したが、工作員養成学校である金正日政治軍事大学では、金賢姫が対外情報調査部に所属する工作員であることを教官も生徒も誰もが知っていたとのことである。
その後、北朝鮮での南北赤十字会談（1972年）のとき、張基栄に金賢姫が花束をささげたのは捏造で、本当は私がささげた、と主張する女性（鄭姫善）が平壌に現れ、朝鮮総連を経由して録画ビデオがマスコミに配られる事件が起きた（もっともその映像で骨格などの照合により、名乗り出た女性こそ捏造であったことが即座に解明された）。この事件は、自殺に失敗はしたが青酸ガスのため3日間意識不明になるなど命をかけて任務を遂行した金賢姫に、北朝鮮が利用するだけ利用して容赦なく捨てたことを認識させ、完全に転向するきっかけとなった。彼女は、このとき初めて祖国に裏切られたと感じたという。
安明進によれば、金正日は金賢姫が大韓航空機爆破には成功したものの自殺に失敗し、韓国に連行され北朝鮮の工作員であることや破壊工作の詳細を自白したことを知ると激怒した。まず、対外調査部長は解任され、前モスクワ駐在大使であった権煕京が後任になった。また、金正日が「いつでも女性が問題を起すのだ。女性工作員の数を大幅に削減しろ!」と命令し、女性工作員の訓練地区であった10号棟双鷹地区を完全に閉鎖した。一時期は北朝鮮のスパイ組織である3号庁舎で女性工作員をまったく採用しなくなった。
さらに、大韓航空機爆破事件から3年後の1991年6月、金賢姫の手記『金賢姫全告白 いま、女として』が発行されるや、日本語版が北朝鮮に輸入された後朝鮮語に再翻訳され、教官や安明進を含む大学関係者が読んだとされる。金正日も同書を読み、金賢姫の転向は大学の教育が間違っているせいだ、と指摘した。金賢姫は「韓国は乞食と娼婦があふれていると教育されてきたが、実際の韓国の豊かさや自由を見て北朝鮮政府に騙されていたことを悟り転向した」と綴っている。
その結果、金正日政治軍事大学では、韓国の実情を具体的に生徒に知らせる教育が始まった。一方で、安明進のように、北朝鮮の現状に疑問を持つ工作員を生むことになった。また金賢姫が死刑判決後特赦を受けたことも、亡命への希望を持たせることとなった。

### 裁判
金賢姫は韓国における1年間の取調べの後、「トランジスタラジオにセットした時限爆弾で858便を爆破した」と認定され、韓国の国家保安法、航空法、航空機運航安全法違反で1989年2月3日に起訴された。韓国の裁判所は一・二審とも死刑判決を下し、1990年3月27日に確定した。
しかし、盧泰愚大統領は「事件の生き証人」という政治的な配慮から、事件遺族の抗議の中、同年4月12日に特赦した。また5月16日にはソウルの教会で取材が行われ、キリスト教への入信と北朝鮮の体制批判をした。6月20日に行われた会見で飛び出した話の一つが前述の「李恩恵」の話であった。

## 金賢姫のその後
1991年には自伝的手記『金賢姫全告白 いま、女として』も出版し、1997年に韓国国家安全企画部（現・国家情報院）部員と結婚し子供も授かった。なお金に対し日本では「元死刑囚」ないし「元工作員」という呼称が付けられて報道されている。
1997年以降は、公式の場から姿を消していたが、これは盧武鉉など革新政権が、北朝鮮に融和的な太陽政策を採っており、金の存在を目立たなくするための措置との指摘 もある。2004年12月、ソウルの検察当局は訴訟を受けて、事件関連記録のうち、個人情報関係を除く全てについて情報公開を決定した。これについて金は、北朝鮮の工作員として関与した事件を否定するようにと、当時の韓国政府からの圧力だったと後に主張している。
2008年には、金が当時の政権によって捏造されたとする説に対して、知人宛の手紙を通じて反論している。この手紙は北韓民主化フォーラムの李東馥代表の手に渡り、11月25日に自身のホームページで内容を公開した。それによれば、金は2003年にある報道番組への出演を要請されたが、当時は盧武鉉政権下で国家情報院といった政府機関や、マスコミが事件捏造説を盛り上げていたこと、前述の番組を放送するテレビ局が政権寄りだったことから、出演すれば事件に関して偽証していると仕立て上げられることを警戒し、出演を拒否したこと、さらに番組への出演を断ったためか、非公開のはずの自宅にマスコミが押しかける嫌がらせを受けたと主張している。
2009年3月11日に、釜山で田口八重子の兄および実子と会談したが、この場において金は「大韓航空機爆破事件は私がやったことだ。北朝鮮によるテロに間違いない」とした後に、一部から出ている捏造説を「残念だ」と一蹴した。また「盧武鉉政権時代に、情報機関の国家情報院に、捏造説を認めるよう強いられていた」という趣旨の発言をして、捏造であったことを認めるように、政府から迫られたと主張している。
なお、金は現在に至るまで事件の犠牲者遺族と対面や対話などをしていない。そのため、日本人拉致被害者と会談するにあたり、遺族会が韓国政府に金が事件の遺族に会わないことを非難する申し入れをした。
事件当時、アンゴラ駐在の北朝鮮貿易代表部の水産代表だったとされる金の父一家の消息は事件後不明となっており、強制収容所にいるという説があったが、2012年1月にアジアプレス・ネットワークが伝えるところでは、一家と親しかった脱北者の話として支配階層が居住する平壌から、1988年に日本海側にある咸鏡北道・清津市に、一家は強制移住させられ、現在も厳しい監視下におかれているという。それによれば父と姉は死亡、母は高齢であるが生存しており、大学を中退させられた弟一家が生活を支えているという。
文在寅政権発足後は、韓国国内で従北勢力が活発化したことに伴い、司法もその影響を強く受けることとなり、2018年7月26日には、本事件が全斗煥による自作自演の反共テロであると唱える家族会への批判が「名誉毀損である」として、刑事事件化されたことが報じられた。

## 陰謀説・捏造説
事件直後から、北朝鮮当局により「韓国情報機関による謀略」であるとの説がさかんに喧伝された。韓国人労働者の乗った飛行機を爆破して、北朝鮮にいったい何の得があるのかと考える人びとは、謀略説を支持した。
事件は北朝鮮工作員による犯行という韓国政府の発表に対し、左翼系諸団体などにより陰謀ないし捏造であるとする説が唱えられた。一部ではあったが、北朝鮮ないし朝鮮総連による当初の主張を受けて、日本社会党や日韓の一部マスコミなどが「本当に北朝鮮の工作員による犯行だったのか」として、「大統領選挙で与党候補を当選させるために韓国国家安全企画部（現・大韓民国国家情報院）が仕組んだ謀略ではないか」という「自作自演」であるとする陰謀論が主張されたことがある。
日本社会党は、長年に亘って北朝鮮の指導政党である朝鮮労働党と友好関係にあったため（その上韓国政府を国家として公認していなかった）、北朝鮮当局の主張をそのまま受けて「北朝鮮は同事件に関与していない」として擁護していた。そのため、同党の井上一成国際局長が北朝鮮当局の事件への関与を認める発言を「問題発言」として撤回させる事態も発生した。一方で北朝鮮と対立関係にあった日本共産党は社会党の一連の北朝鮮擁護の姿勢に対し事件への北朝鮮の関与は明らかであるとして厳しく批判していた。そうしたなか、日本社会党の機関紙「社会新報」の1988年5月24日付けの紙面は「大韓航空機爆破事件は日米韓とバーレーンの関係国による国際的詐欺である」とすることを韓国の金貞烈前首相が認める「良心宣言」をしたとする報道をした。この記事については裏付け取材を全くしていない虚偽報道であったとして、記事の全面取消しと編集長の更迭がなされた。この報道のニュースソースは韓国政府から反国家団体認定を受けている「韓国民主回復統一促進国民会議」（韓民統）日本支部の機関紙「民族時報」1988年5月21日付けの紙面であったが、さらにソースを辿ると朝鮮中央通信が2月に配信した捏造によるプロパガンダニュースであり、朝日新聞が「韓国の前首相がこのような発言をする可能性はありえない」とするなど、日韓の報道機関も無視していた記事であった。この「社会新報」の記事をタイプしたものを、北朝鮮の記者が板門店で「こういう情報もある」と配っていたともいわれる。北朝鮮側は、事件に関与していない事を主張するため、虚偽の情報を発信していた。
なお、ジャーナリストを名乗る野田峯雄が1990年に発表した『破壊工作―大韓航空機爆破事件、葬られたスパイたちの肖像』では、野田は、バーレーンの病院で「担当医師」から「金勝一は瀕死の状態だったが、金賢姫には何の異常もみられなかった」との証言を得たとして、金賢姫は本当に北朝鮮の工作員なのかと疑問を呈した。2003年には、韓国の作家が事件は韓国の国家安全企画部（現・国家情報院）が仕組んだ謀略だとする小説『背後』を発表、韓国でベストセラーとなった。しかし、韓国の国家安全企画部が韓国人乗客を殺害して何のメリットがあるのかは不明であり、これは、大きな事件が起きたときに見られる特徴的な陰謀論だという。2001年に発生したアメリカ同時多発テロ事件が「アメリカ合衆国連邦政府の自作自演である」という主張に酷似しているといわれる。
2005年、韓国政府は捏造説の真偽を調査し「政治的に利用されたのは事実であるが、事件自体は真実である」という調査結果を公表している。2020年には、韓国文化放送が、大韓航空858便と推定される航空機の胴体がミャンマーの海底で発見されたと報道し、遺族らは胴体の引き揚げと真相究明を求め、韓国政府も調査に乗り出すことになった。
なお、北朝鮮国内では、李英和が平壌に留学していた1991年、李が知人から「あの娘はどうなったか。死刑になったか」と金賢姫の安否を聞かれたことがあったという。「死刑判決が下りたが、恩赦で釈放された」と李が答えると、彼は安心して「小さな頃から気立てが良くて、器量良しな娘だった。せっかくうまく任務をやり遂げたのに、捕まってかわいそうに」と語ったという。金賢姫を実際に知る人からすれば、謀略説はありえないということになる。

## 事件関連の作品

### 音楽
RCサクセション『シークレット・エージェント・マン』（ジョニー・リヴァースが歌った「秘密諜報員ジョン・ドレイク」のテーマソングのカバー）は、当事件を題材にして歌った。1988年（昭和63年）発表のアルバム「COVERS」に収録。冒頭、金賢姫の記者会見の音声の一部が収録されている。

### 映画
韓国では申相玉監督により、『政治犯・金賢姫/真由美』という題で映画化され、1990年に公開された。

### テレビドラマ
日本では、2002年（平成14年）前後に北朝鮮による日本人拉致問題に対するマスコミ報道が過熱し、ほぼ同時期に日本テレビ系列でこの事件が『完全再現!真実の物語 金賢姫 大韓航空爆破事件〜北朝鮮のシナリオ』というタイトルでテレビドラマ化され、大きな反響を呼んだ。このドラマは、金ら実行犯側から見た事件の流れを追ったものであった。
2007年（平成19年）12月15日、フジテレビ系の土曜プレミアム特別企画として『大韓航空機爆破事件から20年 金賢姫を捕らえた男たち 〜封印された3日間〜』という題でドラマ化された。原作は事件に関わった外交官の一人であった砂川昌順の『極秘指令 金賢姫拘束の真相』であり、バーレーンやアブダビに駐在した日本人外交官からの視点で描かれていたものである。
2010年（平成22年）12月13日、TBS系の月曜ゴールデン特別企画『大韓航空機爆破23年目の真実〜独占金賢姫11時間の告白＆完全再現ドラマ・私はこうして女テロリストになった…』が放送された。当初11月29日に放送される予定であったが、北朝鮮による11月23日の延坪島砲撃事件および緊迫した朝鮮半島情勢を勘案し、放送を延期した。

## 大韓航空機爆破事件に関連する作品
- 『ザ!世界仰天ニュース』・「元北朝鮮スパイ!金賢姫の真実の2時間SP」（日本テレビ）2023年3月21日放送・この放送では、金賢姫への単独取材が行われた[70]。
- 『ワールド極限ミステリー』・「大韓航空機爆破事件 金賢姫が独占告白」 （TBS）2023年11月15日放送[71]